# Pinus greggii
Pinus greggii é uma espécie de pinheiro originária do Novo Mundo. Faz parte do grupo de espécies de pinheiros com área de distribuição na América Central, Caraíbas, México, sul do Arizona e Novo México.
A autoridade científica da espécie é Engelm. ex Parl., tendo sido descrita em Prodromus Systematis Naturalis Regni Vegetabilis 16(2): 396. 1868.